# Reprezentace (grupa)
Reprezentace grupy G je (homo)morfismus {\displaystyle G\to Aut(V)}, kde V je vektorový prostor a {\displaystyle Aut(V)} grupa invertibilních lineárních zobrazení {\displaystyle V\to V} s operací skládání. Za předpokladu, že jde o prostor konečné dimenze a máme zvolenou bázi prostoru {\displaystyle V} lze reprezentaci chápat jako homomorfizmus G do prostoru matic. Pokud je homomorfizmus dán, je prostor {\displaystyle V} označován jako reprezentace G.
Ekvivalentně se říká, že {\displaystyle V} je G-modul, neboli {\displaystyle G} má akci na {\displaystyle V}.
Pokud {\displaystyle V} je topologický vektorový prostor a {\displaystyle G} je topologická grupa, je požadováno, aby indukované zobrazení (akce) {\displaystyle V\times G\to V} bylo spojité.

## Příklad
Nechť {\displaystyle G=S_{3}} je grupa permutací tříprvkové množiny. Pak můžeme definovat reprezentaci G na {\displaystyle \mathbb {R} ^{2}} takto: identitě přiřadíme identické zobrazení na {\displaystyle \mathbb {R} ^{2}}, cyklu (123) přiřadíme otočení o {\displaystyle 120^{\circ }},
cyklu (132) otočení o {\displaystyle 240^{\circ },} transpozici (12) zrcadlení kolem osy {\displaystyle y}, transpozici (13) zrcadlení kolem osy se směrem {\displaystyle \langle -{\sqrt {3}}/2,1/2\rangle } a transpozici (23) zrcadlení kolem osy se směrem {\displaystyle \langle {\sqrt {3}}/2,1/2\rangle }. Tato reprezentace ilustruje fakt, že {\displaystyle S_{3}} je grupa izometrií rovnostranného trojúhelníka v rovině (prvky abstraktní grupy {\displaystyle S_{3}} jsou reprezentovány jako izometrie roviny, které zachovávají trojúhelník).
Jiná reprezentace G, tzv. triviální, je reprezentace G na {\displaystyle \mathbb {R} }, kdy každému prvku G přiřadíme identické zobrazení {\displaystyle \mathbb {R} } na sebe.
Další reprezentace této grupy je tzv. znaménková reprezentace, což je reprezentace na {\displaystyle \mathbb {R} } přiřazující každému prvku permutační grupy jeho znaménko. Je známo, že jiné ireducibilní reprezentace, než tyto tři uvedené, neexistují.

## Využití
Motivace pro studium reprezentací pochází z kvantové fyziky, která popisuje objekty pomocí vektorů. Obvykle se v teoriích
vyskytuje grupa {\displaystyle G}, která je grupou symetrie dané teorie nebo daného problému. Nejčastěji to bývají Lieovy grupy, jako např. grupa rotací prostoru, grupa Lorentzových transformací, Poincarého grupa nebo grupa {\displaystyle U(1)} (v elektromagnetizmu), {\displaystyle SU(2),SU(3)} (v teoriích slabých a silných interakcí), resp. {\displaystyle U(1)\times SU(2)\times SU(3)} (v různých teoriích sjednocení) apod. Objekty teorie (částice apod.) jsou pak prvky (nějaké) reprezentace dané grupy symetrie. Ve fyzice se navíc obvykle předpokládá, že reprezentace je unitární, tj. na prostoru je dán skalární součin, který je invariantní vůči akci grupy. Klasifikace unitarizovatelných reprezentací klasických grup není zatím obecně známa (pro výše uvedené grupy ale ano).
Reprezentace Lieových grup mají aplikace v geometrii a studium reprezentací grup v prostorech kladné charakteristiky má aplikace v teorii čísel. Teorie reprezentací souvisí a v jistém smyslu její některé partie jsou i zobecněním klasické harmonické analýzy studující funkce prostřednictvím Fourierovy transformace.